# Dilba

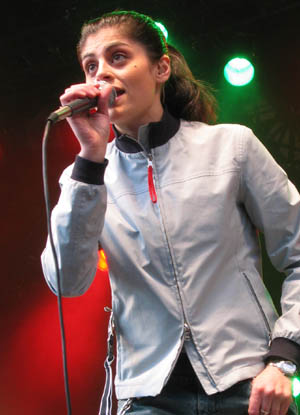
Dilba på Liseberg, 2006.

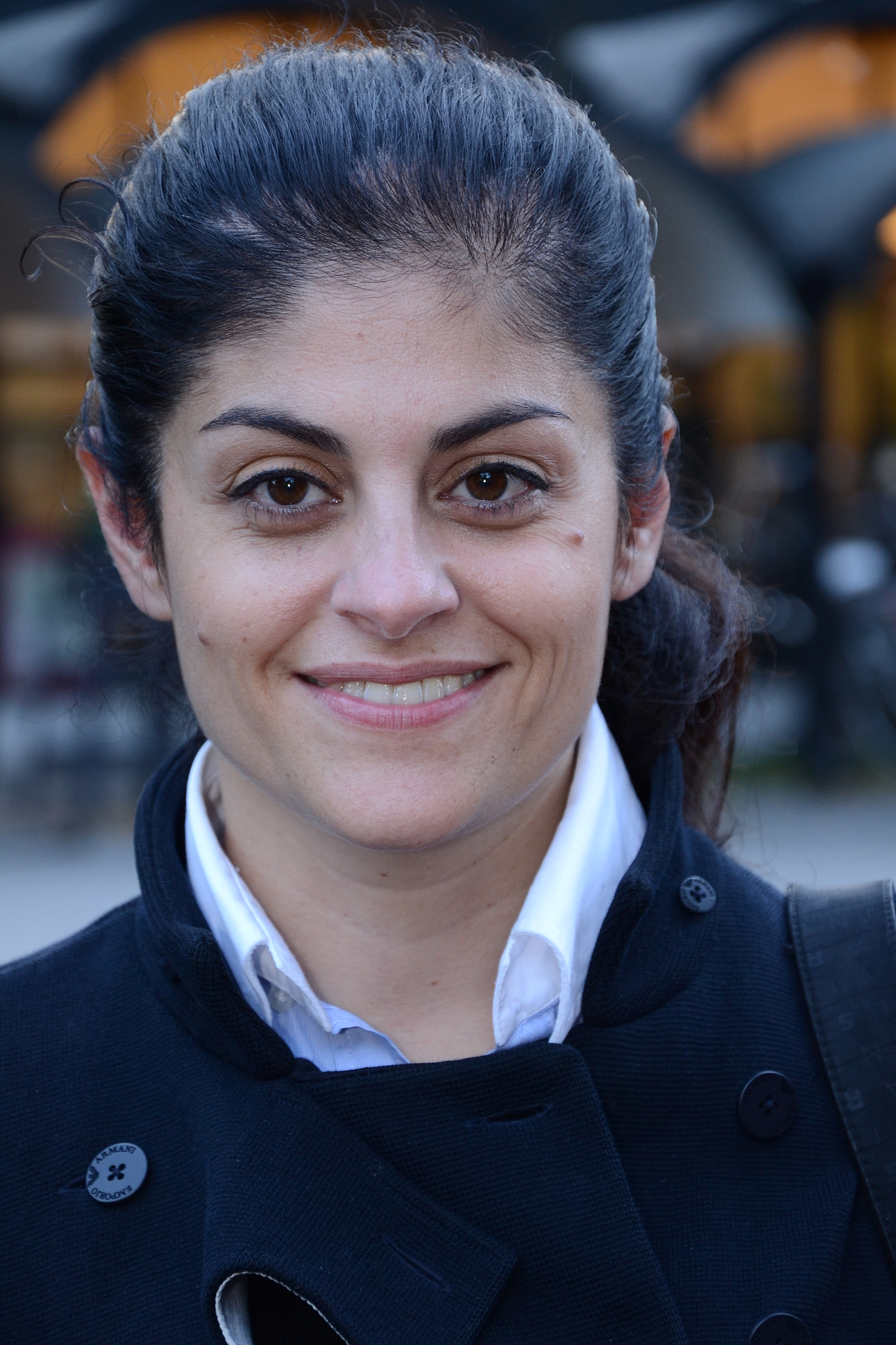
Dilba på Barnrättsgalan i Kungsträdgården 2011

Dilbahar Demirbağ, känd under artistnamnet Dilba, född 24 november 1971 i Kirwan i provinsen Elâzığ i sydöstra Turkiet i en kurdisk familj, är en svensk popsångerska.

## Biografi
Dilba kom till Sverige som fyraåring och växte upp i Karlstad och Uppsala. Hon har fyra syskon: Dilsa, Dilnarin (Dee), Dilber och Azad. Sedan 2011 bor hon i Stockholm med dottern Astrid.
Dilba började spela piano tidigt och är självlärd på gitarr. Hon började som DJ och har körat bakom Jennifer Brown och Eric Gadd. 1996 släpptes hennes debutalbum Dilba och singeln I'm Sorry. Dilba hade själv skrivit text och musik till alla låtar på skivan. För den belönades hon med en Grammis och med Aftonbladets Rockbjörn. Skivan sålde ungefär 100 000 exemplar. Efter flitigt turnerande sommaren 1997 dröjde det till 1999 innan hennes andra skiva You And I släpptes. Även den nominerades till grammis. Dilba har även körat bakom Stevie Wonder i Globen 1999.
1998 träffade hon popsångaren Martin Svensson på en fest och de gifte sig sommaren år 2000. De skilde sig dock år 2002. I mars 2003 släpptes hennes tredje album Revolution och singeln Every Little Thing fick mycket radiospelning. Även singeln Diamonds and Motorcars fick stora framgångar i Sverige.
2005 skrev Dilba låten "Miracle" som blev signaturmelodi till Sveriges Televisions serie Kommissionen.
Efter sin framgång i pokertävlingen Pokermiljonen, där hon kom tvåa, fick Dilba ett kontrakt med PokerStars. Hon blev även nominerad till årets pokerpersonlighet i Svenska Pokerakademien 2007. Under våren 2008 deltog Dilba även i TV4:s satsning Let's Dance tillsammans med Tobias Wallin, men paret åkte ut ur programmet den 8 februari 2008.
Dilba producerade under 2008 låten Easy för butikskedjan Rusta.
2011 deltog Dilba för första gången i Melodifestivalen med Try Again, skriven av Niklas Pettersson och Linda Sonnvik. Låten tävlade i första deltävlingen i Luleå och gick inte vidare i tävlingen men fick revansch på försäljningslistorna då den veckan efter gick direkt in på Itunes förstaplats. Låten gick även in på Svensktoppen och låg tvåa på Digilistan.

## Övrigt
Utöver sin egen musik har hon skrivit låtar till ett flertal andra artister, bland andra Sarah Dawn Finer och Ola Svensson.

## Diskografi

### Album
- 1996 – Dilba
- 1999 – You And I
- 2002 – Live at Lydmar
- 2003 – Revolution
- 2005 – Miracle - EP

### Singlar
- 1996 - "I'm Sorry" / "Last Call"
- 2008 - "Easy" (reklam för Rusta)
- 2010 - "I'm Sorry" (tillsammans med Deejay Jay)
- 2011 - "Try Again"
- 2018 - I Rembember You
- 2019 - Running Up That Hill
- 2019 - It Was Me
- 2019 - Muddy Water

### Listplaceringar
| Låt                | Topplacering |
| ------------------ | ------------ |
| I'm Sorry          | 3            |
| Every Little Thing | 8            |
| Miracle            | 60           |
| Easy               | 57           |
| Try Again          | 20           |

| Album      | Topplacering |
| ---------- | ------------ |
| No. 1      | 39           |
| Dilba      | 3            |
| You and I  | 10           |
| Revolution | 16           |